# Saint-Loup-des-Vignes
Saint-Loup-des-Vignes település Franciaországban, Loiret megyében. Lakosainak száma 391 fő (2022. január 1.). Saint-Loup-des-Vignes Beaune-la-Rolande, Boiscommun, Fréville-du-Gâtinais, Juranville, Mézières-en-Gâtinais, Montbarrois és Montliard községekkel határos.

## Népesség
A település népessége az elmúlt években az alábbi módon változott:
| Lakosok száma | 331  | 360  | 382  | 431  | 421  | 406  | 398  | 395  | 396  | 391  |
|               | 1968 | 1982 | 1990 | 2006 | 2013 | 2015 | 2017 | 2019 | 2020 | 2022 |